# ياغيان (أيل غورك)
یاغیان (بالفارسية: یاغیان) هي قرية تقع في إيران في قسم أيل غورك الريفي. يقدر عدد سكانها بـ 67 نسمة بحسب إحصاء 2016.